# Seznam válek se zapojením Francie
Toto je seznam válek, do kterých se zapojila Francie a její předchůdci, včetně informací o stranách konfliktu a jeho výsledku.

## První francouzská republika (1792–1804)
| Konflikt                        | Francie a spojenci | Nepřátelé | Výsledek |
| ------------------------------- | --- | --- | --- |
| Válka první koalice (1792–1797) | - První Francouzská republika - Batávská republika - Sesterská republika - Španělské impérium - Polské legie                                                          | - Spojené provincie nizozemské - Spojené Velké Británie - Habsburská monarchie - Pruské království - Sicilské království - Portugalské království - Sardinské království - Španělské impérium                                  | Vítězství |
| Válka ve Vendée (1793–1796)     | - armáda západu - Vendée - Národní garda | - Francouzští monarchisté Podpora - Království Velké Británie | Vítězství |
| Válka o Pyreneje (1793–1795)    | - První Francouzská republika | - Španělské impérium - Portugalské království | Vítězství |
| Válka druhé koalice (1798–1802) | - První Francouzská republika - Španělské impérium - Batávská republika - Helvétská republika - Cisalpinská republika - Římská republika - Parthenopeanská republika  | - Svatá říše římská - Království Velké Británie - Spojené království - Ruské impérium - Portugalské království - Neapolské království - Toskánské velkovévodství - hospitaller Malta - Osmanská říše - Francouzští monarchisté | Vítězství |
| Francouzská selská válka (1798) | - První Francouzská republika | - rolníci | vítězství |
| Kvaziválka (1798–1800)          | - První Francouzská republika - Španělské impérium | - Spojené státy americké - Spojené království | Žádný vítěz - Mortefontainská smlouva |
| válka pomerančů (1801)          | - První Francouzská republika - Španělské impérium | - Portugalské království | Vítězství - Portugalsko uzavírá své přístavy pro britské lodě |
| Válka třetí koalice (1803–1806) | - První Francouzská republika - Batávská republika - Bavorské kurfiřtství - Etrurské království - Italské království - Španělské impérium - Württemberské kurfiřtství | - Svatá říše římská - Neapolské království - Ruské impérium - Sicilské království - Švédsko - Spojené království | Vítězství - Pressburgská smlouva - Konsolidace francouzské říše - Vytvoření Rýnského spolku - Francouzské dobytí Neapole - Zánik Svaté říše římské - Vytvoření čtvrté koalice o několik měsíců později |

## První francouzské císařství (1804–1814, 1815)
| Konflikt                                   | Francie a spojenci | Nepřátelé | výsledek |
| ------------------------------------------ | --- | --- | --- |
| Francouzsko-švédská válka (1805–1810)      | - První Francouzské císařství - Batávská republika - Bavorské kurfiřtství - Etrurské království - Italské královstí - Württemberské kurfiřtství - Španělské království (do 1808) - Bonapartské Španělsko (od 1808)                                       | - Svatá říše římská - Neapolské království - Ruské impérium - Sicilské království - Švédsko - Spojené království | Vítězství - Prešpurská smlouva - Konsolidace francouzského císařství - Vytvoření Rýnského spolku - Francouzské dobytí Neapole - Rozpuštění Svaté říše římské - Vytvoření čtvrté koalice o několik měsíců později |
| Obléhání Santo Dominga (1805)              | - První Francouzské císařství | - První haitská říše | Vítězství |
| Válka čtvrté koalice (1806)                | - První Francouzské císařství - Rýnský spolek - Etrurské království - Holandské království - Italské království - Neapolské království - Polské legie - Saské království (od 11. prosince 1806) - Španělské království - Helvétská republika             | - Pruské království - Ruské impérium - Saské kurfiřtství (do 11. prosince 1806) - Sicilské království - Švédsko - spojené království | Vítězství - Smlouvy z Tilsitu - Prusko ztrácí polovinu svého území - Vytvoření Varšavského knížectví - Saské království se připojuje k Rýnskému spolku - Francouzsko-ruská aliance - Vytvoření kontinentální blokády - Nepřátelství se obnovilo později v roce 1807 se začátkem Španělské války za nezávislost a rozšířilo se v roce 1809 vytvořením páté koalice proti Francii. |
| Španělská válka za nezávislost (1808–1814) | - První Francouzské císařství - Napoleonské Španělsko - Rýnský spolek - Varšavské knížectví - Italské království | - Nejvyšší centrální junta - Portugalské království - Spojené království | Porážka - Kontrola junty nad Španělskem - Pařížská smlouva |
| Válka páté koalice (1809)                  | - První Francouzské císařství - Rýnský spolek - Bavorské království - Saské království - Vestfálské království - Württemberské království - Varšavské knížectví - Holandské království - Italské království - Neapolské království - Helvétská republika | - Rakouské císařství - Portugalské království - Sardinské království - Sicilské království - Španělské království - Tyrolské hrabství - Spojené království | Vítězství - Schönbrunnská smlouva - Nepřátelství ve Španělská válka za nezávislost zachováno - Všeobecné nepřátelství po celé Evropě bylo pozastaveno až do roku 1812 francouzskou invazí do Ruska. |
| Tyrolské povstání (1809)                   | - První Francouzské císařství | - Tyrolští partyzáni | Vítězství - Povstání rozdrceno |
| Francouzská invaze do Ruska (1812)         | - První Francouzské císařství - Rýnský spolek - Bádenské velkovévodství - Bavorské království - Velkovévodství Berg - Saské království - Vestfálské království - Varšavské knížectví - Italské království - Neapolské království - Helvétská republika   | - Ruské impérium | Porážka - Začátek Války šesté koalice |
| Válka šesté koalice (1813–1814)            | - První Francouzské císařství - Varšavské knížectví - Italské království - Neapolské království - Rýnský spolek - Dánsko-Norsko | - Meklenbursko-střelické velkovévodství - Portugalské království - Pruské království - Ruské impérium - Sardinské království - Sicilské království - Španělsko - Švédsko-norská unie - Spojené království - Rakouské císařství - Bavorské království - Württemberské království - Bádenské velkovévodství - Suverénní knížectví spojeného Nizozemí - Lichtenštejnsko - Dánsko-Norsko                                                                               | Porážka - Smlouva z Fontainebleau, Kielská smlouva a první Pařížská smlouva - Bourbonská restaurace, Napoleon poražen a vyhnán na Elbu - Různé územní změny - Rozpuštění Dánska-Norska - Začátek Vídeňského kongresu - Nepřátelství pokračuje s návratem Napoleona k moci v roce 1815                                                                                            |
| Sto dnů (Válka sedmé koalice) (1815)       | - První Francouzské císařství - Neapolské království | - Rakouské císařství - Pruské království - Ruské impérium - Spojené království - Bádenské velkovévodství - Bavorské království - Brunšvické vévodství - Dánsko - Bourbonská restaurace - Brunšvicko-lüneburské kurfiřtství - Nasavsko - Spojené království nizozemské - Portugalské království - Sardinské království - Saské království - Sicilské království - Španělsko - Švédsko-norská unie - Švýcarsko - Toskánské velkovévodství - Württemberské království | Porážka - Druhá Pařížská smlouva - Konec napoleonských válek - Druhý exil Napoleona a druhá bourbonská restaurace - Začátek Koncertu Evropy |

## Bourbonská restaurace (1814–1815, 1815–1830)
| Konflikt                                  | Francie a spojenci | Nepřátelé                         | Výsledek                                                               |
| ----------------------------------------- | --- | --------------------------------- | ---------------------------------------------------------------------- |
| Sto tisíc synů svatého Ludvíka (1823)     | - Bourbonská restaurace - Království Armée de la Foi | - partyzáni                       | vítězství                                                              |
| Řecká osvobozenecká válka (1821–1829)     | - Filiki Eteria - Řečtí revolucionáři - První řecká republika Podpora - Rumunští revolucionáři - Filheléni - Spojené království - Ruské impérium - Bourbonská restaurace - Srbští a černohorští dobrovolníci | - Osmanská říše                   | Vítězství - Založení a uznání první řecké republiky                    |
| Francouzsko-trarzanská válka (1825)       | - Bourbonská restaurace | - Emirát Trarza                   | Vítězství                                                              |
| Vzpora irských a německých žoldáků (1825) | - Brazilské císařství - Bourbonská restaurace - Spojené království | - Irští žoldáci - Němečtí žoldáci | Vítězství                                                              |
| Červencová revoluce (1830)                | - Bourbonská restaurace (Bourboni) | - Orleánisté                      | Porážka - zanikla Bourbonská restaurace a vznikla Červencová monarchie |

## Červencová monarchie (1830–1848)
| Konflikt                                    | Francie a spojenci | Nepřátelé                                                                              | Výsledek                                                                                         |
| ------------------------------------------- | --- | -------------------------------------------------------------------------------------- | ------------------------------------------------------------------------------------------------ |
| Belgická revoluce (1830–1831)               | - Belgičtí povstalci - Červencová monarchie                                                                             | - Spojené království nizozemské                                                        | Vítězství - Uznání nezávislosti Belgie nad Nizozemskem                                           |
| Republikánské povstání v Paříži (1832)      | - Červencová monarchie                                                                                                  | - Republikáni                                                                          | Vítězství                                                                                        |
| První karlistická válka (1833–1840)         | - Liberálové Podpora - Červencová monarchie - Spojené království - Portugalské království (od 1834)                     | - Karlisté Podpora - Portugalské království (do 1834)                                  | Vítězství                                                                                        |
| První francouzsko-mexická válka (1838–1839) | - Červencová monarchie                                                                                                  | - Kentralistická republika Mexiko                                                      | Vítězství - Mexická vláda souhlasí s vyplacením náhrady škody ve výši 600 000 pesos              |
| Uruguayská občanská válka (1839–1851)       | - Koloradská strana - Unitáři - Brazilské císařství - Červencová monarchie - Spojené království - Republika Riograndese | - Bílá strana - Federalistická strana - Argentinská konfederace                        | Vítězství                                                                                        |
| První francouzsko-marocká válka (1844)      | - Červencová monarchie                                                                                                  | - Maroko - Alžírští dobrovolníci                                                       | Vítězství                                                                                        |
| Francouzsko-tahitská válka (1844–1847)      | - Červencová monarchie                                                                                                  | - Tahitské království - Huahinská monarchie - Raiatea - taha'a - Krrálovství Bora Bora | Vítězství                                                                                        |
| Bombardování Tourane (1847)                 | - Červencová monarchie                                                                                                  | - Dynastie Nguyễn                                                                      | Vítězství                                                                                        |
| Únorová revoluce (1848)                     | - Červencová monarchie Podpora - Spojené království                                                                     | - Republikáni - Socialisté                                                             | Porážka - Červencová monarchie byla zrušena a místo ní byla nastolen Druhá francouzská republika |

## Druhá francouzská republika (1848–1852)
| Konflikt                                       | Francie a spojenci                                                                  | Nepřátelé                                             | Výsledek |
| ---------------------------------------------- | ----------------------------------------------------------------------------------- | ----------------------------------------------------- | --- |
| Červnové dny (1848)                            | - Druhá Francouzská republika                                                       | - Socialisté                                          | Vítězství - Nová ústav přijatou prozatímní vládou                                                                                       |
| První italská válka za nezávislost (1848–1849) | - Druhá Francouzská republika - Rakouské císařství - Lombardsko-benátské království | - Sardinské království - Italská dobrovolnická armáda | Vítězství - Rakousko si ponechává Lombardii–Benátsko - Francouzské vítězství nad Římskou republikou - Papežská vláda obnovena nad Římem |
| Francouzská invaze do Honolu (1849)            | - Druhá Francouzská republika                                                       | - Havajské království                                 | Vítězství |

## Druhé francouzské císařství (1852–1870)
| Konflikt                                    | Francie a spojenci                                                                          | Nepřátelé | Výsledek |
| ------------------------------------------- | ------------------------------------------------------------------------------------------- | --- | --- |
| Taipingské povstání (1850–1871)             | - Říše Čching - Druhé Francouzské císařství - Spojené království                            | - Nebeské království Taiping | Vítězství - Pád nebeského království Taiping - Poražení uctívačů Boha - Trvalé poškození vnímání křesťanství v Číně - Vyvolání dalších povstání v Číně, včetně povstání Miao (1854–1873) - Pronásledování lidí Hakka a dalších etnických skupin, které podporovaly nebeské království Taiping |
| Bombardování Salé (1851)                    | - Druhé Francouzské císařství                                                               | - Maroko | Vítězství - Maroko souhlasilo s tím, že 29. listopadu 1851 zaplatí Francouzům 100 000 franků, aby se vyhnulo dalšímu konfliktu. - Francie si přála vzpouru proti guvernérovi Salé, aby si vynutila splacení a vyhnula se zničení města, ale k tomu nedošlo.                                   |
| Krymská válka (1853–1856)                   | - Druhé Francouzské císařství - Osmanská říše - Britské impérium - Sardinské království     | - Ruské impérium - Kurdští povstalci | Vítězství - Pařížská smlouva |
| Druhá opiová válka (1856–1860)              | - Druhé Francouzské císařství - Spojené království - Britská Indie - Spojené státy americké | - Říše Čching | Vítězství - Smlouva z tientsinu |
| Obléhání pevnosti Medina (1857)             | - Druhé Francouzské císařství                                                               | - Tidjaniya Caliphate | Vítězství |
| Kampaň Končinčína (1858–1862)               | - Druhé Francouzské císařství - Španělsko                                                   | - Dynastie Nguyễn | Vítězství - Cochinchina (jižní Vietnam) se stává francouzskou kolonií |
| Druhá italská válka za nezávislost (1859)   | - Sardinské království - Druhé Francouzské císařství                                        | - Rakouské císařství - Lombardsko-benátské království | Vítězství |
| Druhá Francouzsko-mexická válka (1862–1867) | - Druhé Mexické císařství - Druhé Francouzské císařství                                     | - Druhá federativní republika Mexiko - Spojené státy americké | Porážka |
| Šimonosekiho tažení (1863–1864)             | - Druhé Francouzské císařství - Britské impérium - Nizozemsko - Spojené státy americké      | - Doména Čóšů | Vítězství |
| Francouzská expedice do Koreje (1866)       | - Druhé Francouzské císařství                                                               | - Dynastie Čoson | Porážka - Stažení Francie Z Koreje, Korea potvrzuje svůj izolacionismus |
| Bitva u Mentany (1867)                      | - Druhé Francouzské císařství - Papežský stát                                               | - Italské království | Vítězství |
| Prusko-francouzská válka (1870–1871)        | - Druhé Francouzské císařství                                                               | - Severoněmecký spolek - Pruské království - Saské království - Bádenské velkovévodství - Bavorské království - Württemberské království - Hesenské velkovévodství | Porážka - Zánik Druhého francouzskho císařství a vznik Třetí francouzské republiky |

## Francouzská třetí republika (1870–1940)
| Konflikt                                                 | Francie a spojenci | Nepřátelé | výsledek |
| -------------------------------------------------------- | --- | --- | --- |
| Pařížská komuna (1871)                                   | - Francouzská třetí republika | - Komunardi - Národní garda | Vítězství |
| Závětrná válka (1880–1897)                               | - Třetí Francouzská republika - Francouzský protektorát Tahiti | - Raiatea - Huahine - Bora-Bora | Vítězství |
| Francouzské dobytí Tuniska (1881)                        | - Třetí Francouzská republika | - Tuniské království | Vítězství - Tunisko se stává francouzským protektorátem |
| Mandinkské války (1883–1898)                             | - Třetí Francouzská republika | - Mandinkské království | Vítězství |
| První expedice na Madagaskar (1883–1885)                 | - Třetí Francouzská republika | - Imerina | Vítězství |
| Tokinské tažení (1883–1886)                              | - Třetí Francouzská republika | - Říše Čching | Vítězství - Francouzský protektorát nad Tonkinem a Annamem |
| Čínsko-francouzská válka (1884–1885)                     | - Třetí Francouzská republika | - Říše Čching | Obě strany vyhlásily vítězství - Omezené "vítězství" pro síly Čching na zemi (Čína vyhrála jednu bitvu na konci, než se soudila o mír) - Porážka čchingských sil na Tchaj-wanu a okolních ostrovech - Pád Ferryho vlády na konci března kvůli veřejnému mínění proti válce - Smlouva z Tientsinu - Čína oficiálně uznává francouzskou nadvládu nad Vietnamem |
| První francouzsko-dahomejská válka (1890)                | - Třetí Francouzská republika | - Dahomey | Vítězství - Dahomey uznává Porto-Novo jako francouzský protektorát a vzdává se celních práv na Cotonou výměnou za roční platbu |
| Druhá francouzsko-dahomejská válka (1892–1894)           | - Třetí Francouzská republika | - Dahomey | Vítězství - Francie dobyla Dahomey který se začlenil jako francouzský protektorát |
| Francouzsko-siamská válka (1893)                         | - Třetí Francouzská republika - Francouzská Indočína | - Siam | Vítězství - Siam postoupil Francouzské Indočíně |
| První italsko-etiopská válka (1995–1896)                 | - Etiopie - Třetí Francouzská republika - Ruské impérium | - Italské království - Italská Eritrea | Vítězství - Smlouva z Addis Abeby |
| Druhá expedice na Madagaskar (1894–1896)                 | - Třetí Francouzská republika | - Imerina | Vítězství |
| Krétské povstání (1897–1898)                             | - Kréta - Řecké království - Britské impérium - Třetí Francouzská republika - Italské království - Ruské impérium - Rakousko-Uhersko - Německá říše | - Osmanská říše | Vítězství - Založení krétského státu. - Stažení osmanských sil z Kréty. |
| Boxerské povstání (1899–1901)                            | - Třetí Francouzská republika - Britské impérium - Ruské impérium - Japonské císařství - Německá říše - Spojené státy americké - Italské království - Rakousko-Uhersko | - Říše Čching | Vítězství - Boxerský protokol |
| Rabihská válka (1899–1901)                               | - Třetí Francouzská republika | - Kánem-bornuská říše | Vítězství |
| Povstání na Madagaskaru (1904–1905)                      | - Třetí Francouzská republika | - Rebelové | Vítězství - Povstání potlačeno |
| Wadajská válka (1909–1911)                               | - Třetí Francouzská republika | - Wadajská říše | Vítězství |
| Francouzské dobytí Maroka (1911–1934)                    | - Třetí Francouzská republika - Francouzský protektorát Maroko | - Zaianská konfederace | Vítězství |
| Zaianská válka (1914–1921)                               | - Třetí Francouzská republika - Francouzský protektorát Maroko | - Zaianská konfederace | Vítězství |
| První světová válka (1914–1918)                          | Trojdohoda - Třetí Francouzská republika - Britské impérium - Ruské impérium - Italské království - Spojené státy americké - Čínská republika - Japonské císařství - Srbské království - Černohorské království - Rumunské království - Belgie - Řecké království - Portugalsko - Brazílie                               | Trojspolek - Německá říše - Rakousko-Uhersko - Osmanská říše - Bulharsko | Vítězství - Konec německé říše, ruského impéria, osmanské říše a rakousko-uherska - Vznik nových zemí v Evropě a na Blízkém východě - Převod německých kolonií a oblastí bývalé Osmanské říše na jiné mocnosti - Založení Společnosti národů |
| Volta-Bani válka (1915–1917)                             | - Třetí Francouzská republika | - Marka lidé - Bwa lidé - Lela lidé - Nuni lidé - Bobo lidé | Vítězství |
| Kaocenské povstání (1916–1917)                           | - Třetí Francouzská republika | - Tuaregové | Vítězství |
| Povstání Thái Nguyên (1917–1918)                         | - Třetí Francouzská republika | - Vietnamští povstalci | Vítězství |
| Listopad 1918 (1918)                                     | - Třetí Francouzská republika | - Alsasko-lotrinská republika rad | Vítězství Alasko-lotrinsko anektováno Francii |
| Maďarsko-rumunská válka (1918–1919)                      | - Rumunsko Podpora - Třetí Francouzská republika - První Československá republika | - První Maďarská republika (do 21. března 1919) - Maďarská republika rad Podpora - Ruská sovětská federativní socialistická republika                                                                   | Vítězství |
| Francouzsko-turecká válka (1918–1921)                    | - Třetí Francouzská republika - Arménská legie | - Turecko - Kuva-yi Milliye | Porážka |
| Spojenecká intervence v ruské občanské válce (1918–1920) | - Bílé hnutí - Britské impérium - Třetí Francouzská republika - Spojené státy americké - Japonsko - Československo - Řecké království - Estonsko - Srbské království - Italské království - Druhá Polská republika - Rumunsko - Čínská republika                                                                         | - Ruská SFSR - Dálněvýchodní republika - Lotyšská sovětská socialistická republika - Ukrajinská sovětská socialistická republika - Komuna pracujícího lidu Estonska - Mongolská lidová strana           | Spojenecké stažení - Spojenecké stažení z Ruska - Bolševické vítězství nad Bílou armádou |
| Lucemburské povstání (1919)                              | - Francouzská třetí republika - Lucembursko | - Lucemburská republika | Vítězství Lucemburské a pro-belgické povstání potlačeno |
| Benderovo povstání (1919)                                | - Francouzská třetí republika - Rumunsko | - Rudé gardy - Ukrajinská sovětská socialistická republika | Vítězství |
| Francouzsko-syrská válka (1920)                          | - Francouzská třetí republika | - Syrské arabské království | Vítězství - Zřízení francouzského mandátu Sýrie Král Fajsal vyhoštěn do povinného Iráku |
| Rífská válka (1920–1927)                                 | - Třetí Francouzská republika (1925–1926) - Španělsko | - Rífská republika | Vítězství - Rozpuštění Rífské republiky |
| Okupace Porúří (1923–1925)                               | - Třetí Francouzská republika - Belgie | - Německo | Vítězství Dawesův plán |
| Velká Syrská vzpoura (1925–1927)                         | - Třetí Francouzská republika | - Syrští povstalci | Vítězství |
| Povstání Kongo-Wara (1928–1931)                          | - Třetí Francouzská republika | - Gbeya lidé | Vítězství |
| Vzpoura Yên Bái (1930)                                   | - Třetí Francouzská republika | - Việt Nam Quốc Dân Đảng | Vítězství |
| Druhá světová válka (1939–1945)                          | - Spojené státy americké - Spojené království - Sovětský svaz - Čínská republika - Třetí Francouzská republika - Polsko - Kanada - Britská Indie - Austrálie - Nový Zéland - Jihoafrická unie - Jugoslávie - Řecké království - Dánsko - Norsko - Nizozemsko - Belgie - Lucembursko - Československo - Brazílie - Mexiko | - Nacistické Německo - Italské království - Japonské císařství - Uherské království - Rumunsko - Bulharsko - Nezávislý stát Chorvatsko - Slovenská republika - Finsko - Thajsko - Mandžukuo - Mengkukuo | Vítězství - Rozpad Třetí říše - Pád japonského císařství a italského království - Vytvoření Organizace spojených národů - Vznik Spojených států a Sovětského svazu jako supervelmocí - Začátek studené války |

## Vichistická Francie (1940–1944)
| Konflikt                              | Francie a spojenci    | Nepřátelé | Výsledek |
| ------------------------------------- | --------------------- | --------- | --- |
| Francouzsko-thajská válka (1940–1941) | - Vichistická Francie | - Thajsko | Žádný vítěz - Na základ japonského rozhodnutí byla sporná území ve francouzské indočíně postoupena Francií Thajsku |

## Francouzská čtvrtá republika (1944–1958)
| Konflikt                           | Francie a spojenci | Nrpřátelé | Výsledek |
| ---------------------------------- | --- | --- | --- |
| Válka ve Vietnamu (1945–1946)      | - Francie - Britské impérium - Japonsko | - Vietnam | Vítězství - Obnovení francouzské nadvlády v Indočíně - Začíná Indočínská válka |
| Indočínská válka (1946–1954)       | - Francie - Kambodža - Laos - Vietnam Podpora - Spojené státy americké | - Viet Minh - Lao Issara - Khmer Issarak - Japonští dobrovolníci Podpora - Sovětský svaz - Čína - Německá demokratická republika - Polsko | Porážka - Vietnam je rozdělen mezí sever a jih - Ženevská konfederace - Odjezd Francouzů z Indočíny - Vietnam, Laos a Kambodža dosáhly nezávislosti                                                                                            |
| Madagaskarské povstání (1947–1948) | - Francie | - Madagaskar | Vítězství - Povstání rozdrceno Francouzi, různí účastníci souzeni nebo popraveni |
| Korejská válka (1950–1953)         | - Jižní Korea - Francie - Spojené státy americké - Spojené království - Austrálie - Belgie - Kanada - Filipíny - Etiopie - Řecko - Lucembursko - Nizozemsko - Nový Zéland - Jihoafrická unie - Thajsko - Turecko | - Severní Korea - Sovětský svaz - Čína | Žádný vítěz - Příměří - Severokorejská invaze do Jižní Koreje odražena - Invaze OSN do Severní Koreje odražena - Čínská invaze do Jižní Koreje odražena - Zřízená Korejská demilitarizovaná zóna - Malá územní změna na hranici 38. rovnoběžky |
| Alžírská válka (1954–1962)         | - Francie | - Alžírsko | Porážka - Politické vítězství Alžírska - Evian Accords - Alžírská nezávislost |
| Válka Bemileke (1955–1964)         | - Francie - Kamerun | - Unie národů Kamerunu | Vítězství |
| Suezská krize (1956)               | - Izrael - Francie - Spojené království | - Egypt | Vítězství |
| Zapomenutá válka (1957–1958)       | - Ifni - Francie | - Marocká osvobozenecká armáda | Vítězství |

## Francouzská pátá republika (1958–současnost)
| Konflikt                                                    | Francie a spojenci | Nepřátelé | Výsledek |
| ----------------------------------------------------------- | --- | --- | --- |
| Baskický konflikt (1959–2011)                               | - Španělsko - Francie | - Neofašistické polovojenské jednotky - Baskické národně osvobozenecké hnutí                                                       | Vítězství |
| Bizertská krize (1961)                                      | - Francie | - Tunisko | Vítězství |
| Válka na Západní Sahaře (1975–1991)                         | - Francie - Maroko - Mauritánie Podpora - Spojené státy americké - Saúdská Arábie | - Západní Sahara - Alžírsko Podpora - Libye - Severní Korea                                                                        | Žádný vítěz - - Stažení Španělska podle Madridských dohod - Mauritánský ústup a stažení územních nároků |
| Korsický konflikt (1976–2011)                               | - Francie | - Korsika | Vítězství |
| Shaba I (1977)                                              | - Francie - Zair - Maroko - Egypt - Belgie Podpora - Spojené státy americké - Čína - Saúdská Arábie - Súdán - Nigérie | - Konžská fronta národního osvobození Podpora - Angola - Sovětský svaz - Německá demokratická republika                            | Vítězství |
| Libyjsko-čadská válka (1978–1987)                           | - Protilibyjské čadské frakce - Francie - Zair - Nigérie - Senegal Podpora - Súdán - Egypt - Izrael - Irák - Spojené státy americké | - Libye - Prolibyjské čadské frakce - Organizace pro osvobození Palestiny Podpora - Sovětský svaz - Německá demokratická republika | Vítězství - Čad získává kontrolu nad pásmem Aouzou |
| Shaba II (1978)                                             | - Francie - Zair - Belgie - Spojené státy americké - Maroko Podpora - Čína | - Konžská fronta národního osvobození Podpora - Angola - Kuba - Sovětský svaz                                                      | Vítězství |
| Občanská válka ve Rwandě (1990–1993)                        | - Rwanda - Francie - Zair | - Rwandská vlastenecká fronta | Porážka |
| Válka v Zálivu (1990–1991)                                  | - Kuvajt - Francie - Spojené státy americké - Spojené království - Saúdská Arábie - Egypt - Sýrie - Maroko - Omán - Pákistán - Kanada - Spojené arabské emiráty - Katar - Thajsko - Bangladéš - Itálie - Austrálie - Nizozemsko - Niger - Filipíny - Švédsko - Argentina - Senegal - Španělsko - Bahrajn - Belgie - Polsko - Jižní Korea - Singapur - Norsko - Československo - Řecko - Dánsko - Nový Zéland - Maďarsko | - Irák | Vítězství |
| Občanská válka v Džibutsku (1991–1994)                      | - Džibutsko Podpora - Francie | - Fronta pro obnovu jednoty a demokacie                                                                                            | Vítězství |
| Válka v Bosně a Hercegovině (1992–1995)                     | - Bosna a Hercegovina - Chorvatská republika Herceg-Bosna - Chorvatsko Podpora NATO | - Republika srbská - Republika Srbská Krajina - Autonomní provincie Západní Bosna Podpora - Jugoslávie                             | Vítězství |
| Válka v Kosovu (1998–1999)                                  | - Kosovská osvobozenecká armáda - Francie - Belgie - Kanada - Dánsko - Německo - Itálie - Lucembursko - Nizozemsko - Norsko - Portugalsko - Španělsko - Turecko - Spojené království - Spojené státy americké | - Jugoslávie | Vítězství - Kumanovská smlouva |
| Válka v Afghánistánu (2001–2021)                            | - mezinárodní bezpečnostní asistenční síly | - Tálibán - Al-Káida | Porážka - Invaze a okupace Afghánistánu - Zničení výcvikových táborů al-Káidy a Talibanu - Pád vlády Talibanu - Založení Islámské republiky Afghánistán pod Karzáího správou - Začátek povstání Talibanu - Útoky dronů v kmenových oblastech Afghánistánu a Pákistánu - Smrt Usámy bin Ládina - Smrt Mohammeda Omara v červenci 2013 - Více než dvě třetiny agentů al-Káidy zabity nebo zajaty - Mezinárodní bezpečnostní asistenční síly byly rozpuštěny v prosinci 2014 - Zahájení mise Resolute Support v prosinci 2014 - Spojené státy vedly stažení v srpnu 2021 |
| Povstání v Maghrebu (2002–současnost)                       | - Francie - Alžírsko - Mauritánie - Tunisko - Libye - Niger - Mali - Čad | - Al-Káida v islámském Maghrebu | - pokračující konflikt |
| První občanská válka v Pobřeží slonoviny (2002–2007)        | - Pobřeží slonoviny - Milice Abidžanu - Liberijští Žoldáci - Mladí patrioti Podpora - Francie - OSN - Rusko - Bělorusko - Bulharsko | - Nové síly Pobřeží slonoviny | Vítězství |
| Státní převrat na Haiti (2004)                              | - Národní revoluční fronta za osvobození Haiti Podpora - Francie - OSN - Spojené státy americké - Chile - Kanada | - Haiti | - Vítězství |
| Druhá občanská válka v Čadu (2005–2010)                     | - Čad - Francie - Národní hnutí za reformu a rozvoj - Hnutí za spravedlnost a rovnost | - Džandžavíd Podpora - Súdán | Vítězství |
| Občanská válka v Somálsku (2009–současnost)                 | - Somálsko - Evropská unie - Spojené státy americké | - Al-Káida | Pokračující konflikt |
| Povstání v Boko Haram (2009–současnost)                     | - Nigérie - Kamerun - Čad - Niger Podpora - Francie - Čína - Kanada - Benin - Írán - Izrael - Itálie - Španělsko - Spojené státy americké - Spojené království | - Boko Haram | Pokračující konflikt |
| Druhá občanská válka v Pobřeží slonoviny (2010–2011)        | - Nové síly - Liberijští Žoldáci - Francie - OSN | - Pobřeží slonoviny - Liberijští Žoldáci - Mladí patrioti                                                                          | Vítězství |
| První libyjská občanská válka (2011)                        | - NATO | - Libyjská arabská džamahiríja | Vítězství - Svržení Kaddáfího režimu - Pokračování libyjské krize - Eskalace interfakčního násilí - Což vedlo k začátku druhé libyjské občanské války |
| Konflikt v Severním Mali (2012–současnost)                  | - Mali - Francie - Hospodářské společenství západoafrických států | - Národní hnutí za osvobození Azavadu                                                                                              | Pokračující konflikt |
| Občanská válka ve Středoafrické republice (2012–současnost) | - Středoafrická republika - OSN Podpora - Francie - Jihoafrická republika - Evropská unie | - Séléka | Francie ukončila podporu v roce 2021 |
| Občanská válka v Iráku (2014–2017)                          | - Irák - Francie - Spojené státy americké - Spojené království - Nizozemsko - Jordánsko - Austrálie - Dánsko | - Islámský stát v Iráku | vítězství |
| Operace Chammal (2014–současnost)                           | - Francie | - Islámský stát v Iráku - Sýrie | Pokračující konflikt - Francouzské nálety na Islámský stát v Iráku a Sýrii - Pozemní útoky Islámského státu na francouzské speciální jednotky odrazily |